# KMail
KMail je e-mailový klient pro Linux a další unixové systémy. Je součástí balíku aplikací Kontact. Díky tomuto může plně využívat jeho ostatní komponenty a naopak. Podporuje volitelné zobrazování HTML emailů, lze používat IMAP.

## Podpora a vlastnosti
- IMAP, POP3 a SMTP
- přihlašování zabezpečené pomocí SSL
- podepisování a šifrování emailů (podpora jak PGP, tak GnuPG)
- čtení HTML mailů
- antispamové funkce
- podporuje všechny mezinárodní znakové sady
- výkonné vyhledávací a filtrovací funkce
- kontrola pravopisu
- import dat z mnoha jiných klientů
- vysoce integrován do jiných částí systému
- diskuzní skupiny doplňuje program KNode, který ja také součástí Kontactu

## Zajímavé funkce
Stojí za pozornost možnost jednoduchého nastavení vlastní ikonky ke každé emailové složce, příjemnou vlastností je zobrazení ikonky odesilatele v záhlaví emailu, pokud máte tuto ikonku nahranou v adresáři KAddressBook. Využití těchto vlastností je zobrazeno na screenshotu programu.
Další zajímavou funkcí je upozornění na zapomenutou přílohu. V případě, že se v textu e-mailu objeví jedno z definovaných klíčových slov (attachment, příloha, …) a žádná příloha není přiložena, klient zobrazí dialogové okno, které na tento fakt upozorní.